# Willy Thomsen
Friedrich Wilhelm Thomsen (* 25. Dezember 1898 in Altona; † 1969 in Kampen auf Sylt), auch Willy bzw. Willi Thomsen, war ein deutscher Maler, Zeichner, Karikaturist, Grafiker und Illustrator.

## Ausbildung und Familie
Thomsen studierte an der Kunstgewerbeschule in Hamburg bei Wilhelm Niemeyer (1874–1960) und Julius Wohler (1867–1953). Im Jahr 1921 schloss er dort mit dem Examen als Kunsterzieher ab. Im Jahr 1936 heiratete Thomsen. Seine Ehefrau war eine geborene Pilhofsky.

## Berufliche Entwicklung
Im Alter von 23 Jahren entschied sich Thomsen, als freischaffender Künstler zu arbeiten. In der Folge beteiligte er sich mit seinen Werken an Ausstellungen in Altona und Hamburg.
Thomsens Auffassung von Kunst bezog sich im Wesentlichen auf den Naturalismus, der während der Weimarer Republik seinen Höhepunkt erlebte. Um 1930 erhielt er beispielsweise Porträt-Aufträge für den Dichter Hermann Boßdorf, den Schriftsteller Gorch Fock oder den Schriftsteller Fritz Stavenhagen. Für Porträts und Plakatentwürfe erhielt er mehrere Preise.
Ab 1932 fokussierte Thomsen auf die Illustration von Büchern und auf die Gebrauchsgrafik. Seine in der Strichführung sicheren Illustrationen finden sich in einer Vielzahl von Büchern, wo sie jeweils das wesentliche Motiv, die Stimmung oder handelnde Personen aufgreifen und zeichnerisch umsetzen.
Die Hauptmotive seines Werks fand er in der norddeutschen Geest- und Marschlandschaft der Elbe sowie im Hamburger Hafen. Dort zeichnete und malte er Hafenarbeiter, Schlepper, Fleete, Werften und Kräne.
Während der 1933 vor dem Hintergrund des Abrisses der Hamburger Altstadt veranstalteten Ausstellung Malereien aus dem Gängeviertel im Hamburger Kunstverein, damals noch an der Alten Rabenstraße, gehörten Thomsens Werke zu den besten. 
Wesensverwandt war er mit dem ihm persönlich bekannten Emil Nolde, mit dem er die Vorliebe für die Nordseeküste Holsteins teilte. Im Jahr 1935 schrieb ein Kritiker: „Die Nolde-Nähe, in die sich Thomsen stärker als früher begeben hat, dürfte ein Durchgang für ihn sein. Dafür bürgt seine Farbphantasie, der Reichtum seiner Palette, der sich in den Aquarellen bekundet…“ Eine Hamburger Zeitung meinte anlässlich einer Sonderausstellung im Altonaer Museum im selben Jahr: „Den Namen Willy Thomsen muß man sich einprägen“.
Ein weiterer Aspekt seines Schaffens waren religiöse Gemälde, die vor dem Hintergrund der Weltwirtschaftskrise und ihrer Auswirkungen eine düstere Grundstimmung und die innere Zerrissenheit der damaligen Zeit verdeutlichen. 1935 goutierte beispielsweise der Hamburger Anzeiger seine überzeichneten biblischen Figuren in surrealen Landschaften als szenisch „unheimlich starke[s] Leben“ und resumierte: „So lernt man von ihm schauen…“ Durch diese Werke aufmerksam gemacht, erteilte ihm die Gemeinde Moorburg den Auftrag, eine Auferstehungsszenerie über das Eingangsportal der dortigen Kirche zu malen.
Einen längeren Studienaufenthalt verbrachte Thomsen 1942 in Buchholz bei Burg (Dithmarschen), wo eine Vielzahl von Landschaftsbildern entstand, die bei einer Ausstellung in den Räumlichkeiten der Deutschen Buchgemeinschaft am Großen Burstah in Hamburg gezeigt wurden. Die Kritik bescheinigte ihm „reiche Begabung“ und „hohe Qualität“. An den damaligen Ausstellungen „Junge Altonaer Kunst“ im Altonaer Museum nahm Thomsen regelmäßig teil.
In seinem Essay „Maler in der Landschaft“ formulierte Thomsen seine Liebe zur norddeutschen Landschaft und seine Ehrfurcht vor der Schöpfung. „Göttliches Walten“ offenbare sich für „die suchende Seele“ des Malers einzig in der Natur: „…Ein Menschenleben reicht nicht aus, sie zu erschöpfen.“
Nach dem Ende des Zweiten Weltkrieges stellte Thomsen erstmals wieder 1946 in der Hamburger Galerie Brach in der Eppendorfer Landstraße einen 31 Grafiken umfassenden Zyklus mit dem Thema „Gebärden des Lebens“ aus. Präsentationen seiner Zeichnungen und Aquarelle folgten im selben Jahr als Gemäldeschau in der Galerie Benedix in den Colonaden 47 und in der Galerie Louis Bock, Große Bleichen. Aus Anlass seines 50. Geburtstages wurde im Rauhen Haus eine Werkschau präsentiert. Sein „vortrefflicher Farbensinn“ und eine „wirklichkeitsnahe Darstellungsweise“ wurden von der Kritik hervorgehoben.
Als Grafiker war er beim Hamburger Anzeiger beschäftigt, ab 1949 beim Hamburger Abendblatt. Für dessen Rubrik „Menschlich gesehen“ und für Kulturbeiträge über Musiker, Dichter und Prominente lieferte Thomsen in den 1950er Jahren fast täglich zahlreiche Porträtskizzen, so von Clemens Brentano, Gorch Fock, Vivien Leigh, Karl Muck oder Maurice Ravel.
In den 1950er Jahren brach Thomsen mit seiner bis dahin expressiven Malerei. Es entstanden mehr als vierhundert abstrakte Darstellungen, mit denen Thomsen an die Moderne anschloss. Durch seine Kompositionen abstrahierender Farbflächen näherte er sich an Hans Hartung, Wassily Kandinsky, Paul Klee, Ernst Wilhelm Nay, Pablo Picasso oder Fritz Winter an, die damals in Hamburg gezeigt wurden. Seinen Stilwechsel charakterisierte Thomsen wie folgt: „So ganz anders ist dieses Malen. Es will die Komposition, die sich aus der vom Naturalismus gelösten, freieren Gestaltung ergibt. […] Da baut sich dann eine Welt auf, anfangs etwas verworren, aber von erregender Kraft, gewinnt allmählich Form, bis die Geburtsstunde einer Schöpfung da ist.“
Ausstellungen führen Thomsen 1952 bis nach New York City. Dennoch zog es ihn immer wieder zurück in den Hamburger Hafen, auf die Insel Sylt und an die Ostsee. Zu Thomsens 60. Geburtstag im Jahre 1958 charakterisiert ihn das „Hamburger Abendblatt“ als „betont norddeutschen Künstler“, der „thematisch und formal vielseitig“ arbeite.
Erst im September 1986 wurden in der Holländischen Reihe Nr. 105 in Hamburg-Ottensen bei der Witwe Thomsens rund 900 Werke des mittlerweile fast vergessenen Hamburger Künstlers auf dem Dachboden aufgefunden, auf Leinwand, Pappe, Holz und Papier. Ein Kunsthändler trug diese und weitere Werke Thomsens zusammen und kam so zu rund 1500 Exemplaren. Thomsen war Mitglied der Hamburgischen Künstlerschaft.

## Œuvre

### Buchillustrationen (Auszug)
- Werner Altendorf: „Der Tierkreis – Eine fröhliche Philosophie mit unseren entfernten Verwandten“ (1944)
- Adolf Beiss: „Liebesgabe für Eltern und Kinder“ (1943)
- Barthold Blunck: „Der Kapitän“ (1942)
- Hans Friedrich Blunck: „Glückliche Insel“ (1942)
- Ernst Günter Dickmann (Hrsg.): „In der Heimat – in der Heimat“ (1941)
- Bernhard Faust: „Die furchtlose Wahl“ (1943)
- Hans Franck: „Umgekippt!“ (1942)
- Erich Grisar: „Monteur Klinkhammer“ (1943)
- Fritz Jöde (Zusammenst.): „Nussknacker – Schöne alte Volksrätsel“ (1943)
- Hannes Kraft / Christian Jenssen (Hrsg.): „Die Schiffsglocke. Ein Lese- und Erzählbuch für frohe Stunden an Land und auf See“. (1943)
- Lesebuchausschuß der Gesellschaft der Freunde des vaterländischen Schul- und Erziehungswesens zu Hamburg (Hrsg.): Lesebuch für den Deutschunterricht des 5. Schuljahres „Niederdeutsche Sagen“ (1950)
- Martin Luserke: „Hasko“ (1936)
- Ders.: „Krake kreuzt im Nordmeer“ (1937) über die Krake
- Ders.: „Die Fahrt nach Letztesand“ (1939)
- Ders.: „Die merkwürdige Voraussage“ (1942)
- Ders.: „Mabh Pab“ (1942)
- Ders.: „Die Ausfahrt gegen den Tod oder Die letzte Unternehmung des Geusenadmirals“ (1943)
- Ders.: „Ein Mann!“ (1943)
- Bernhard Meyer-Marwitz: „Die Straße der Jugend. Bilder und Gestalten aus der Großstadt“ (1943)
- Georg W. Pijet: „Ehrliche Finder G.m.b.H. Ein aufregendes, aber lustiges Jungenabenteuer“ (1949)
- Hans Reyhing/Christian Jenssen (Hrsg.): „Die Deutsche Glocke – Volksbuch der deutschen Heimat“ (1943)
- Alfred Richter: „Eulenspiegel in Schilda“ (1943)
- Wilhelm Scharrelmann: „Katen im Teufelsmoor – Gesicht und Gleichnis“ (1937)
- Fritz Schneider: „Der unheimliche Gast“ (1942)
- Willy Thomsen: „Niederdeutscher Wochenkalender“ (1947, 1949)
- Willy Thomsen: „Der niederdeutsche Till Eulenspiegel – Sechzig seiner Narrenstreiche“ (1948)

### Zeichnungen (Auszug)
- „Finkenwerder Fischer“, Tusche-Porträt
- „Adolf Hitler in Uniform mit Fernglas“ (1939), Bleistift-Skizze
- „Spanischer Stierkämpfer“ (1960), Bleistiftzeichnung

### Gemälde (Auszug)
- „Waldszene“ (1918)
- „Marschlandschaft“ (1935) – im Altonaer Museum, Hamburg
- „Griechische Tempelruine mit Philosophenkopf“ (1944), Aquarell
- „Rauchender Mann mit Kappe“, Aquarell
- „Fischerboote im Priel“, Aquarell
- „Komposition mit Figur“ (1957)
- „Stilleben“, Aquarell
- „Skulptur in Landschaft“ (1957)

## Mitgliedschaften
- Hamburgische Künstlerschaft